# Наурызбаев, Унгарбай
Унгарба́й Наурызба́ев (1891, Аулиеатинский уезд, Сырдарьинская область, Туркестанский край, Российская империя — 1975, Джамбулская область, Казахская ССР) — старший чабан колхоза «Бостандык» Таласского района Джамбулской области, Казахская ССР. Герой Социалистического Труда (1948).

## Биография
Родился в 1891 году в крестьянской семье в одном из сельских населённых пунктов Аулиеатинского уезда. Происходил из рода Шымыр племени дулат.
С раннего возраста трудился в сельском хозяйстве. С 1930 года трудился чабаном, с 1934 года — старшим чабаном в колхозе «Бостандык» Таласского района.
В 1942 году призван в Красную Армию по мобилизации. Участвовал в Великой Отечественной войне. После демобилизации возвратился на родину и продолжил трудиться старшим чабаном в родном колхозе.
Ежегодно показывал высокие результаты в овцеводстве. В 1947 году вырастил 494 ягнёнка от 409 курдючных овцематок. Средний вес каждого ягнёнка к отбивке оставил 40 килограммов. Указом Президиума Верховного Совета СССР от 23 июля 1948 года удостоен звания Героя Социалистического Труда за «получение высокой продуктивности животноводства в 1947 году» с вручением ордена Ленина и золотой медали «Серп и Молот» (№ 2478).
Избирался депутатом Бостандыкского сельского Совета депутатов трудящихся.
Трудился в колхозе (позднее — совхоз «Бостандыкский») до выхода на пенсию в 1960 году. Проживал в Джамбулской области. Дата смерти не установлена.
Награды
- Герой Социалистического Труда
- Орден Ленина
- Медаль «За освоение целинных земель» (20.10.1956)
- Бронзовая медаль ВДНХ (15.10.1968)
- Мастер животноводства 1-го класса (27.12.1968)